# Пепеляев, Александр Александрович
Александр Александрович Пепеляев (30 марта 1948 — 1996) — советский хоккеист, защитник.
Воспитанник новокузнецкого «Металлурга», в сезоне 1965/66 играл за команду в Кубке СССР и за сборную Кемеровской области на Спартакиадах РСФСР и СССР. Четыре сезона (1967/68 — 1970/71) провёл в классе «А» в составе «Сибири» Новосибирск. Затем выступал в командах низших лиг «Металлург» Новокузнецк (1971/72 — 1972/73, 1974/75 — 1975/76, 1983/84 — 1984/85), «Титан» Березники (1973/74), «Ижсталь» (1976/77 — 1977/78), «Шахтёр» Прокопьевск (1978/79), «Металлург» Череповец (1979/80 — 1982/83).
Победитель первого международного турнира юниоров (1967). Серебряный призёр чемпионата Европы среди юниоров 1968 года.